# Seli
Séli (en grec moderne : Σέλι) est une station de ski de Grèce aménagée sur les pentes sud-ouest du Mont Vermion, à 17 km au sud-ouest de la ville de Náoussa, en Macédoine-Centrale. 

## Domaine skiable
Le domaine skiable offre un dénivelé maximum de 370 m.
Le domaine est entretenu par 4 dameuses.
Les deux pistes de ski de fond sont homologuées FIS.
La station, créée en 1934, est la plus ancienne station organisée du pays. La première remontée mécanique de Grèce - un télésiège - y fut installée en 1955. La station appartient en 2014 au Secrétariat Général des Sports (Etat).